# Immortalized (álbum de Disturbed)
Immortalized  —en español: Inmortalizado— es el sexto álbum de estudio de la banda estadounidense de heavy metal Disturbed. El álbum se publicó el 21 de agosto de 2015, a través de sello discográfico Reprise.

## Producción
En 2011, a raíz de la gira de su quinto álbum de estudio Asylum, Disturbed anunciaron que iban a ir en un hiato. Durante la pausa, la banda lanzó un álbum recopilatorio de lados-B grabadas previamente, The Lost Children (2011) y un decodificador de sus cinco álbumes de estudio, The Collection (2012).
En enero de 2014, los miembros de la banda David Draiman (voz), Dan Donegan (guitarra), Mike Wengren (batería) se reunieron para cenar y comenzó a escribir material para el sexto álbum de estudio de Disturbed. El álbum fue grabado en The Hideout Estudio de grabación en Las Vegas con el productor Kevin Churko.

## Lista de canciones
| N.º | Título                                              | Duración |  |
| 1.  | «The Eye of the Storm»                              | 1:20     |  |
| 2.  | «Immortalized»                                      | 4:17     |  |
| 3.  | «The Vengeful One»                                  | 4:12     |  |
| 4.  | «Open Your Eyes»                                    | 3:57     |  |
| 5.  | «The Light»                                         | 4:16     |  |
| 6.  | «What Are You Waiting For?»                         | 4:03     |  |
| 7.  | «You're Mine»                                       | 4:55     |  |
| 8.  | «Who»                                               | 4:46     |  |
| 9.  | «Save Our Last Goodbye»                             | 4:59     |  |
| 10. | «Fire It Up»                                        | 4:05     |  |
| 11. | «The Sound of Silence» (Cover de Simon & Garfunkel) | 4:08     |  |
| 12. | «Never Wrong»                                       | 3:33     |  |
| 13. | «Who Taught You How to Hate»                        | 4:57     |  |

Deluxe Edition
| Deluxe edition additional tracks |                          |          |  |
| N.º                              | Título                   | Duración |  |
| 14.                              | «Tyrant»                 | 3:49     |  |
| 15.                              | «Legion of Monsters»     | 4:23     |  |
| 16.                              | «The Brave and the Bold» | 4:33     |  |
| 17.                              | «Warning sign»           | 3:28     |  |

## Créditos
Disturbed
- David Draiman – voz, coproductor.
- Dan Donegan – guitarra secundaria, teclados, productor.
- John Moyer – bajo
- Mike Wengren – batería, voz, coproductor.

Producción técnica
- Kevin Churko - producción.

## Posicionamiento
| Lista (2015–16)                         | Posiciones |
| --------------------------------------- | ---------- |
| Australia (ARIA)                        | 1          |
| Austria (Ö3 Austria)                    | 2          |
| Bélgica (Ultratop flamenca)             | 12         |
| Bélgica (Ultratop valona)               | 19         |
| Canadá (Billboard Canadian Albums)      | 1          |
| Países Bajos (Album Top 100)            | 11         |
| Finlandia (Suomen Virallinen Lista)     | 7          |
| Francia (SNEP)                          | 57         |
| Alemania (Media Control Charts)         | 2          |
| Hungría (MAHASZ)                        | 23         |
| Irlanda (IRMA)                          | 24         |
| Italia (FIMI)                           | 45         |
| Japón (Oricon)                          | 88         |
| México (Top 100)                        | 66         |
| Nueva Zelanda (Recorded Music NZ)       | 2          |
| Portugal (AFP)                          | 18         |
| Suecia (Sverigetopplistan)              | 9          |
| Suiza (Schweizer Hitparade)             | 5          |
| Reino Unido (UK Albums Chart)           | 8          |
| Estados Unidos (Billboard 200)          | 1          |
| Estados Unidos (Top Hard Rock Albums)   | 1          |
| Estados Unidos (Top Rock Albums)        | 1          |
| Estados Unidos (Top Alternative Albums) | 1          |